# Joanne Reid
Pour les articles homonymes, voir Reid.
Joanne Firesteel Reid est une biathlète américaine, née le 28 juin 1992 à Madison.

## Biographie
Fille de la patineuse de vitesse Beth Heiden et nièce d'Eric Heiden, Joanne Reid commence sa carrière sportive dans le ski de fond, prenant part à plusieurs éditions des Championnats du monde junior jusqu'en 2015. Elle change pour le biathlon après avoir obtenu l'une des carabines de son grand-père, qui est diagnostiqué avec la maladie d'Alzheimer. Elle a skié pour l'université du Colorado à Boulder, où elle obtient son master d'ingénieur.
Elle fait son apparition en Coupe du monde de biathlon en début d'année 2016 à Ruhpolding. Lors de la manche inaugurale de la saison 2016-2017 à Östersund, elle se classe 28e de l'individuel, lui garantissant ses premiers points en Coupe du monde. Elle prend part aux Championnats du monde 2017, où son meilleur résultat individuel est une 38e à la poursuite.
Aux Jeux olympiques d'hiver de 2018, à Pyeongchang, elle se classe 62e du sprint, 22e de l'individuel et 13e du relais.
Aux Championnats du monde 2019, à Östersund, elle améliore ses performances, atteignant le quinzième rang sur le sprint et le dixième à la mass start, premier top 10 de sa carrière.

## Palmarès

### Jeux olympiques d'hiver
| Épreuve / Édition                | Individuel | Sprint | Poursuite | Départ groupé | Relais | Relais mixte |
| Jeux olympiques 2018 Pyeongchang | 22e        | 86e    | —         | —             | 13e    | 15e          |
| Jeux olympiques 2022 Pékin       | 57e        | 34e    | 29e       | —             | 11e    | —            |

Légende :
- - : non disputée par Joanne Reid

### Championnats du monde
| Édition / Épreuve       | Individuel | Sprint | Poursuite | Mass start | Relais | Relais mixte | Relais mixte simple              |
| ----------------------- | ---------- | ------ | --------- | ---------- | ------ | ------------ | -------------------------------- |
| Hochfilzen 2017         | 56e        | 49e    | 38e       | —          | 14e    | —            | Épreuve inexistante à cette date |
| Östersund 2019          | 32e        | 15e    | 32e       | 10e        | 9e     | —            | —                                |
| Antholz-Anterselva 2020 | 79e        | 62e    | —         | —          | 15e    | —            | —                                |
| Pokljuka 2021           | 40e        | 55e    | 55e       | —          | 13e    | 12e          | —                                |

Légende :
- — : non disputée par Joanne Reid

### Coupe du monde
- Meilleur classement général : 48e en 2019.
- Meilleur place individuelle : 10e.

#### Classements en Coupe du monde par saison
| Saison    | Classement général final | Individuel | Sprint | Poursuite | Mass start |
| 2015-2016 | nc                       | nc         | nc     |           |            |
| 2016-2017 | 82e                      | 56e        | 79e    | 82e       |            |
| 2017-2018 | nc                       | -          | nc     |           |            |
| 2018-2019 | 48e                      | 58e        | 57e    | 51e       | 32e        |
| 2019-2020 | 81e                      | nc         | 72e    | nc        |            |
| 2020-2021 | 73e                      | 53e        | 74e    | 71e       |            |
| 2021-2022 | 80e                      | nc         | 65e    | nc        |            |